# Parque zoológico Las Delicias
El Parque zoológico Las Delicias es un jardín zoológico urbano situado a 400 m s. n. m. en el extremo norte de la ciudad de Maracay, Venezuela con especies autóctonas de la región de la cordillera y del resto de Venezuela. El zoológico funcionaba bajo declaratria n.º 655 publicada en la Gaceta oficial n.º 32007 del 17 de junio de 1980. El Ministerio del Ambiente mantiene la rectoría del Zoológico de Maracay y la Gobernación del estado Aragua asume ninguna responsabilidad administrativa para apoyar los programas que se desarrollan en el parque. El zoológico es continuación histórica de una hacienda en la falda este de la fila Cola de Caballo.
Desde el 2015 se encuentra en remodelación, y aún no se prevé fecha para su culminación.

## Historia
El zoológico de Maracay abrió por primera vez en 1915 por iniciativa del General Juan Vicente Gómez como un corral con una exhibición personal de numerosos animales obsequiados en la hacienda Las Delicias, propiedad del dictador. Luego se incorporan animales autóctonos como el chigüire, perros de agua, corocoras, gabanes, garzones soldados y caimanes.
En 1928 la colección se enriquece con ejemplares solicitados al Zoológico de Hamburgo y de otros lugares, como tigres de bengala, elefante, jirafa, orangután, chimpancés, leones africanos. Gómez murió en su casa dentro del terreno del zoológico en diciembre de 1935. El zoológico fue oficialmente inaugurado en 1952 por el entonces presidente de Venezuela Marcos Pérez Jiménez.
El registro más antiguo de conservación de osos frontinos en Venezuela lo constituye una pareja en el Zoológico Las Delicias desde 1947. En los años 1970 el zoológico comenzó a recibir especies del extranjero, principalmente de África y Asia.
Como la mayoría de las instalaciones zoológicas y acuarios venezolanas el zoológico de Las Delicias tiene un Departamento de Educación cuyas actividades se iniciaron en 1998.

## Atractivos

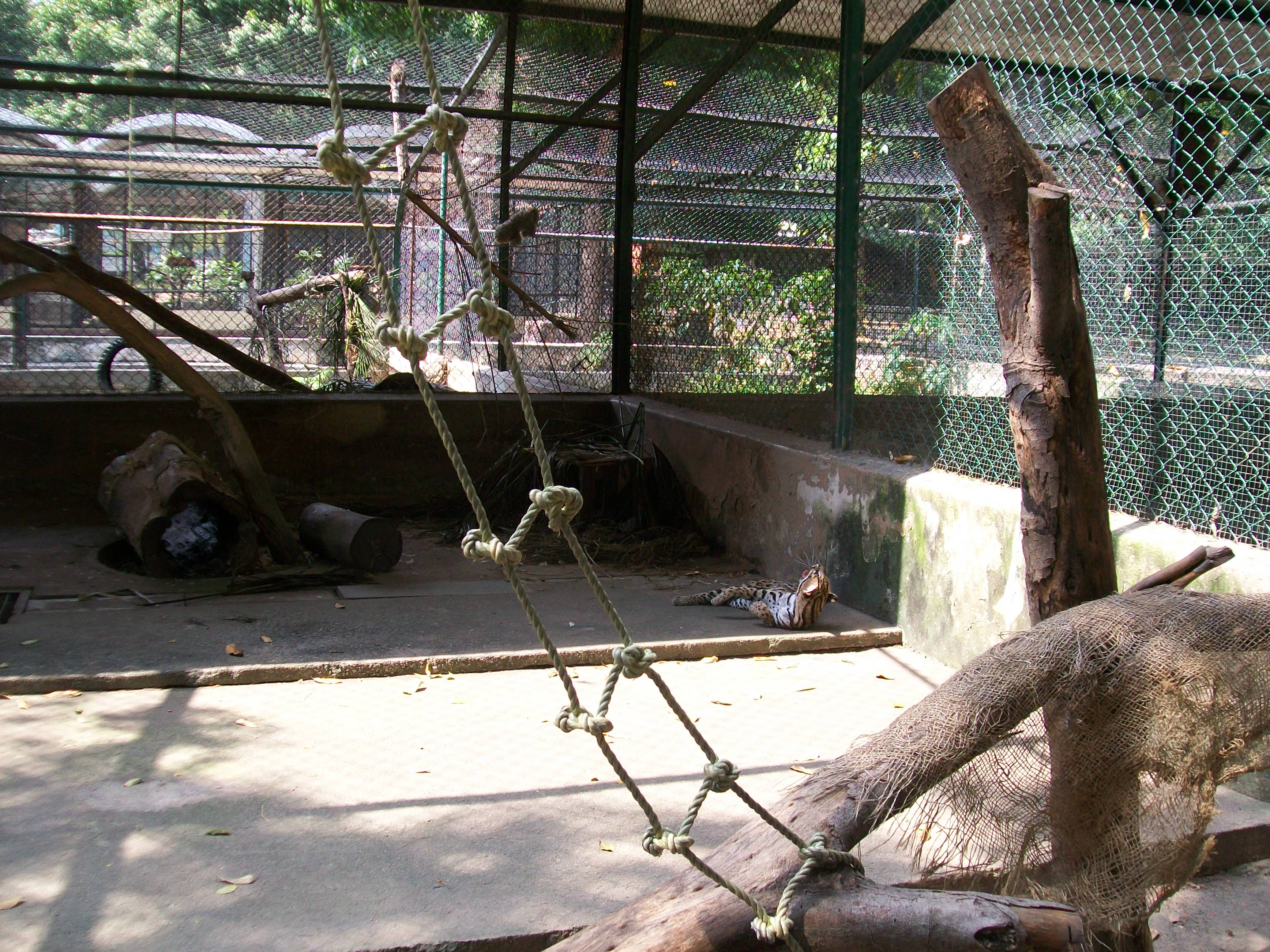
Ocelote exhibido en el Zoológico de Maracay.

El Zoológico de Maracay está ubicado en las faldas del Parque nacional Henri Pittier a orillas del río Maracay en la avenida Las Delicias en dirección a Choroní. El zoológico cuenta en sus terrenos con un Biblioteca Virtual, un centro informático ubicado en los espacios de la casona del dictador Juan Vicente Gómez y que cuenta con 28 computadoras con acceso a internet, servicio es gratuito a todos los visitantes. Al día de hoy se encuentra destruido y abandonado.
Otras instalaciones incluyen un parque infantil y fuente de soda que sirven los visitantes del parque.
La flora consta de frutales y demás vegetación, incluyendo guayaba, mango, Flor de la Reina, caobo, jabillo, cardones, níspero, yagrumo, trinitarias, Jazmín de la India, apamates, uveros de playa, y veras.

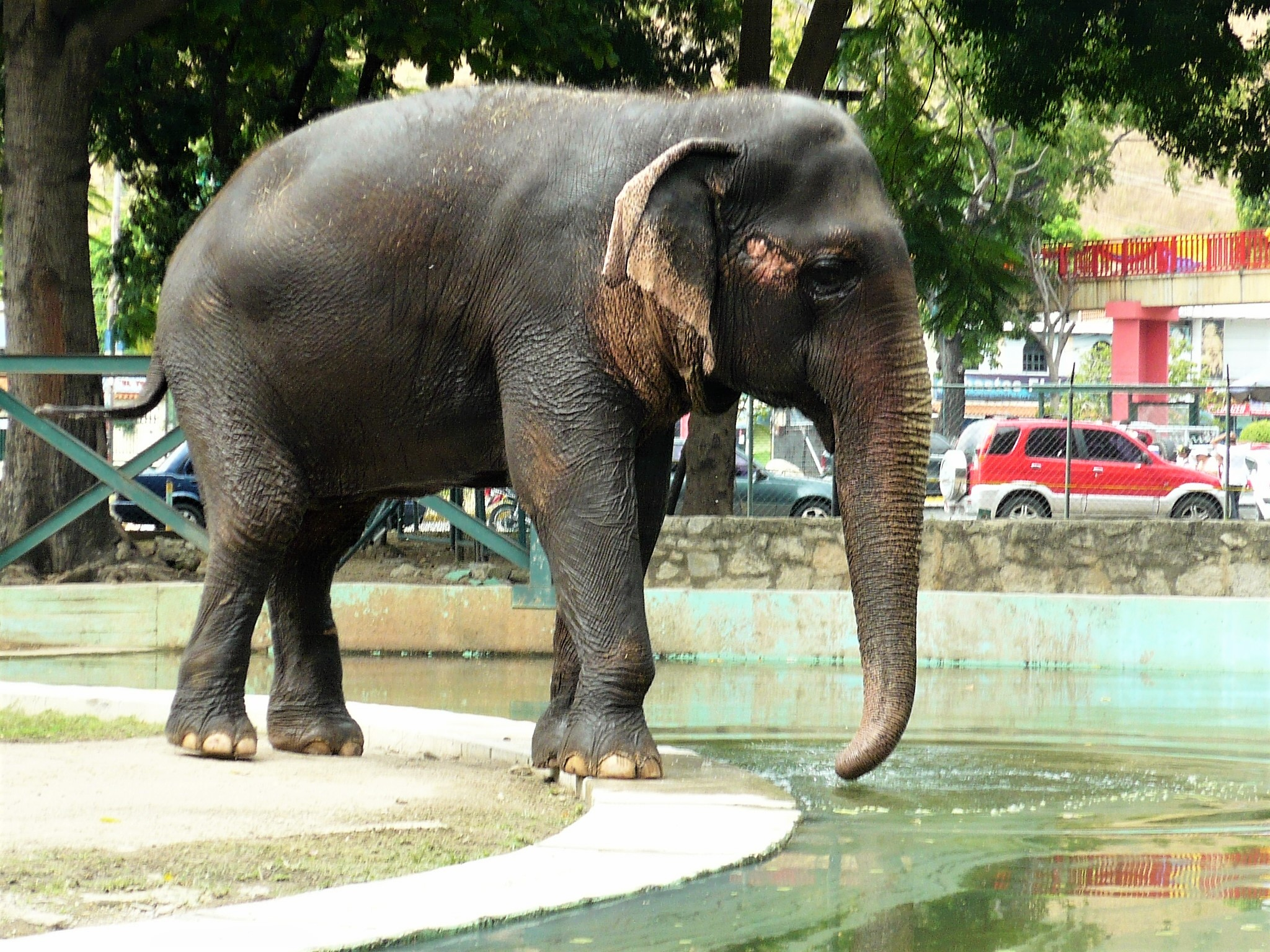
Lucky - Elefante asiático (Elephas maximus)

Otras especies animales incluyen un oso híbrido (Ursus thibetanus con Tremarctos ornatus), cocodrilos del orinoco, onzas, panteras, cunaguaros, gavilán habado, halcones, docenas de tortugas morrocoy cohabitando con varios chivos enanos, gallinas y codornices. En un estudio de 2007 sobre tortugas gigantes se hizo imposible contar el total de individuos repartidos en los terrenos y lagunas del zoológico de Maracay. El único elefante del parque, era una especie asiática, hembra, nacida en libertad y llamada Lucky que arribó al zoológico de Maracay en 1953. Lucky compartía pacíficamente su terreno con un burro llamado Platero. Lucky murió el 3 de octubre de 2012 por falta de cuidados (ver Discusión). 

### Pancho
Después de 55 años, el chimpancé más emblemático del parque zoológico falleció la madrugada del 20 de junio de 2009 a causa de su débil metabolismo y su longevidad. De nombre Pancho, solía bailar singularmente al compás del cántico "baila Pancho baila", luego pedía cotufas y si no se las daban lanzaba conchas de bananos. Pancho llegó al zoológico de Maracay a la edad de 10 años proveniente de un circo de Estados Unidos en el cual permaneció durante poco más de cuatro décadas. Falto de consciencia, no era poco común que el público ofreciera cigarrillos al chimpancé los cuales fumaba para el entretenimiento de los espectadores. En ocasiones activistas intentaron recrear el espacio de Pancho en una exhibición más habitable, agradable o parecida a su medio, es decir con suelo de tierra, plantas, sin techo y sin barreras físicas tan evidentes como los barrotes que lo encerraban en su recinto, pero no tuvieron éxito.

## Conservacionismo
En 1984 una baba (C. Crocodilus) macho de aproximadamente 15 años de edad, 1,80 m de longitud total y 30 kg de peso fue diagnosticado con caquexia. Los otros 7 cocodrilos que conjuntamente habitaban el espacio resultaron sin trastornos.
En 2005 dos caimanes de la Costa fueron tomados del zoológico de Las Delicias y liberados en el Refugio de Fauna Silvestre Ciénaga de Los Olivitos, Estado Zulia a favor de la conservación de esta especie de cocodrilo.

## Renovaciones
La gobernación del estado Aragua, junto con Banfoandes y otras representaciones del sector privado, consejos comunales y universidades se unieron en 2009 en un programa de rescate del Zoológico Las Delicias, después de décadas de descuido, vandalismo y decadencia. El parque no será cerrado durante los trabajos de rescate, al final de lo cual se espera la implementación de cobro de entrada al zoológico.
Parte del programa incluye implementar una campaña informativa, para que los visitantes conozcan los cuidados que deben ofrecer a las instalaciones y el trato hacia los animales. Se esperan nuevos convenios con otros zoológicos, para intercambiar especies animales y exposiciones. También se incorporarán brigadas de voluntarios, para que atiendan a los visitantes del parque.
Comienza el en 2015 las labores de restauración, renovación y ampliación del zoológico a cargo de las autoridades regionales, donde posiblemente incluirán un acuario y demás infraestructuras de expansión.
| Especies habitantes en el Zoólogico |  |  |  |  |
|                                     |  |  |  |  |